# W.W.W.Dクリスタル王座
W.W.W.Dクリスタル王座（ダブリュー・ダブリュー・ダブリュー・ディー・クリスタルおうざ）は、ワールド女子プロレス・ディアナが管理、認定している王座。「W.W.W.D」は「World Women Wrestling Diana」の略。

## 歴史
2023年12月28日、25歳以内もしくはキャリア3年以内の選手を対象にした王座として創設。また、王者が3度目の防衛に成功した場合は返上となる。
2024年1月6日、ワールド女子プロレス・ディアナポスト・ディ・アミスタッド大会で行われた初代王座決定トーナメントに優勝したななみが初代王者になった。

## 歴代王者
| 歴代  | 選手   | 戴冠回数 | 防衛回数 | 獲得日付      | 獲得場所 （対戦相手・その他）           |
| ----- | ------ | -------- | -------- | ------------- | --------------------------------------- |
| 初代  | ななみ | 1        | 3        | 2024年1月6日  | POST DI AMISTAD 美蘭 2024年11月23日返上 |
| 第2代 | 炎華   | 1        |          | 2025年4月27日 | 後楽園ホール ソイ                       |